# モバタレGREAT
モバタレGREAT（モバタレグレート）は、日本テレビ系列で、2008年4月2日から毎週水曜日24:29〜24:59（JST）で放送されていたバラエティ番組。2008年9月24日深夜（9月25日未明）で終了。

## 概要
モバゲータウンと連動した番組であり、基本コンセプトは『タレント育成バラエティ』。
番組でタレントの卵『タレタマ』を『アイドル枠』『お笑い枠』『フリー参加枠』の三部門でそれぞれ募集し、審査を通過してタレタマとして登録された人たちは携帯電話とネット上で、毎週『モバタレミッション』と言われるお題に沿って投稿した動画とブログで活動し、その中で人気が出た動画が番組内で紹介される。紹介された動画を研究員（レギュラー出演者）の4人と客席研究員（ゲスト）1人で審査し、『温めたい』の札が5人全員上がったら、タレタマから『タレピヨ』に昇格し、スタジオに毎回出演することが出来る他、番組から仕事のバックアップもされるというシステムとなっている。なお、この他にも当番組から日テレジェニックに選ばれた浜崎慶美と、日テレ裏ジェニック（モバタレジェニック）の4人もタレピヨ達と一緒にレギュラー出演していた。
映像が紹介される前には、レギュラー出演者の元へ「卵」が送り込まれるという演出になっており、その卵の色はアイドル枠が赤、お笑い枠が黄色、フリー参加枠が青と分けられていた。
本番組の出演者は、前番組「モバポスGREAT」からほぼそのまま引き継がれていた。
2008年の日テレジェニックは、本番組のアイドル枠からも1名選出されることとなり、同年6月11日と6月18日は『日テレジェニックスペシャル』として放送され、この放送の中で5人目の日テレジェニックが発表された。
基本的にスタジオ収録であったが、8月20日と8月27日の回は多摩テックで外のロケを行い、観覧車の中でタレタマとの面接という企画を放送した。
同じく2008年のGO!SHIODOMEジャンボリーでは「GO!GO!ステージ」において、8月19日には「モバタレGREATお笑い祭り」、8月30日には「モバタレGREATジェニック祭り」と、本番組のイベントが2回行われた。
最終回では「モバタレアワード」の企画が行われ、その番組終盤でタレタマ全員がスタジオ出演した。
スポンサーはモバゲータウン運営会社の『DeNA』一社であり、CMパート2本のうちオープニング後のパートにおいては南明奈と飼育ガールズ3人が出演、本番組のセットをそのまま使って収録されたCMが放送されていた。

## 出演者
- ビビる大木
- 南明奈
- 関根麻里
- 半田健人 - ※本番組からの新加入

### ナレーター
- 森一丁
- 水沢史絵

### 飼育ガール
スタジオ後ろの研究スペースに居る3人。全員が眼鏡に白衣という格好で、ツンとしたキャラクターをして、常に黙ったままだった。ビビる大木に、突くように卵や“お仕事”の内容の入った封筒を渡していたことがあった。『モバポスGREAT』時代の名前は『仕分けガール』。
- 1号 藤川ありさ
- 2号 岡本果奈美
- 3号 林弓束

## タレタマ
※太字はタレピヨ昇格者

### お笑い枠
- あやか
カエル、タガメ、ムカデのゲテモノ3品を食べるという様子が放送（4月30日）。
- あんいーぶん
- キスキスバンバン
- ケチン・ダ・コチン （谷村啓太、吉田幸市）
放送されたのは、「KY」というテーマに沿った「（K）交換しよう（Y）YO!」と称した物々交換など。（6月24日）
- ジェシカ
放送された映像は、東京都港区赤坂の名の由来が記された物を探すことや、熱いおでんでリアクション芸をすること、夏のラーメンを食すこと（7月20日）など。リアクション芸では、安田大サーカスのクロちゃんと共演した。
- 侍PANG
2008年9月10日に昇格。この日は3人で物真似を披露した。この他には「1時間足4の字固め」（4月16日）、「勘で真剣白刃取り」（5月28日）、「精神鍛錬（ボアコンストリクター（ヘビ）、デンキナマズ、タンザニアオオヤスデに触れる）」、「海賊の船長のコント」（7月9日）の放送が紹介された。
- シーランド （宇田川晃希、関谷迅市）
放送された映像には、「『さくら』と言えば」や、洗車機で体を洗う（5月7日）、サウナ風呂で暴れる、関谷が上半身裸になってツッコミを入れる漫才（7月9日）があった。
- スカイラブハリケーン
なぞなぞのコントが放送された。（7月9日）
- スパローズ
2008年8月6日に昇格。この日のテーマが『大喜利』ということで、スパローズとタリキ、ジェシカ、スカイラブハリケーン、ケチン・ダ・コチン、豊のタレタマ6組で大喜利を行い、一番獲得ポイントの高かったスパローズに「温めたい」の審査が行われることになったが、この時に当時“武者修行”に行っていたためにスタジオを空けていたロックンロールコメディーショーとの兼ね合いによるお笑い枠の問題が挙がり、温めたいの札が全部上がったのと上がらなかったのと2パターン収録しようということになり、上がらなかった方のバージョンも合わせて放送された。
この他に放送されたのは、渋谷駅前で街頭インタビューをして「それって赤じゃねえ?」という言葉を引き出すこと（4月23日）、「KY」というテーマで「（K）こんな所に（Y）大和（一孝）が」（6月24日）など。
- 大門与作
COUNT DOWN TVのパロディで「KYTV」（KYOU NO YOSAKU（今日の与作）TV）と称して、色々なギャグをカウントダウン形式で披露した映像が放送された。（6月24日、7月9日）
- 高橋工房
2008年5月21日に昇格。この日は『あつい』というテーマに沿い、『あ、つい居眠りしそうな時にかぶるもの』として、ボウルと親子鍋から作った『ストッピング・スリーピング』という居眠り防止器具を発表した。タレピヨの仕事として、映画『ミラクル7号』のPRとして、発明品を持ってチャウ・シンチー、シュー・チャオと共演したことがあった他、ゲストの髭男爵の要望により、山田ルイ53世の帽子を作ったこともあった。
- タリキ
- 西村深村
放送されたのは「日本一厚い豚カツを食す」や、「期末試験」のコント。（7月9日）
- まいぱん
- めっちぇん
- やさしい雨 （松崎克俊、吉本純）
- 豊
「プロポーズ」の一人芝居が放送された。（7月9日）
- ロックンロールコメディーショー
2008年4月30日に昇格。この日は『かえる』というテーマに沿って、多くの『ロックな替え歌』をカラオケボックスで披露した。 この前週（4月23日）は『タイトルに赤のつく歌』を同じくカラオケボックスで歌っていた。8月6日放送の回からは、「武者修行の旅に出る」としてスタジオ収録を離れ、東京・新橋や横浜市伊勢佐木町でのイベントの様子などが放送されていたが、9月に入ってからは再びスタジオに復帰していた。
9月3日放送の回では、映画『ハンコック』のPRのため来日していたウィル・スミスに、「ハンコックハンコ」と「ハンコックサングラス」を渡し、「ロッコメのメンバーになってくれ」と懇願していた。
- ロマンチックセクシー（井上遊太、北村直久）
- ワンクッション （佐藤亮平、田部井大）
- ☆まかりな☆
最初は『佳奈・真里』のコンビ名で登場したが、コンビ名を募集し、2008年4月30日放送時に1071件の応募の中から『☆まかりな☆』に決定した。
- 関あっし
7月2日放送で動画が紹介。
- 児島ポン太
7月2日放送で動画が紹介。
この他、番組ホームページ上でのタレタマ登録メンバーには記載されてはいないが、「モバタレGREATお笑い祭り」（上述）でネタ見せをした12組の中から、この日の1番に選ばれたニッチェがタレピヨとして2008年9月3日放送の回から出演していた。

### アイドル枠
※最初、この枠の登録メンバーは6組だったが、5月からは日テレジェニック選出に備え、その候補メンバーが追加された。このファイナリストに選ばれた5人のうち、選に漏れた桐山瑠衣、工藤菜緒（現・茨木菜緒）、杉山菜摘、福山咲良の4人は『日テレ裏ジェニック（モバタレジェニック）』として活動することになった。
- 朝倉みかん
ビキニでブリッジをしながら物真似する映像が放送された。（7月9日）
- 雨坪春菜
- 桐山瑠衣
日テレジェニック選出イベントでは、自動車のラジコン操縦を披露。「突撃家庭訪問」の企画では、模型自動車でいっぱいの部屋を紹介。9月17日放送のフリートーク企画では、おしぼり回しの特技を披露した。
- 工藤菜緒（現・茨木菜緒）
日テレジェニックの投票では、イベント会場において1位だった。
- 坂本りおん（現・沢辺りおん）
- Jガールズ （YUKI（松山友紀）、NONOKO（ののこ）、RIKO（森山りこ））
メンバー全員が、Jカップの胸のサイズの持ち主。胸に「J歩計」と称した万歩計を付けて、胸が揺れる回数を計っていたということがあった。決めポーズは「～だJ!」と言って、両手で「J」の形をとるというもの。YUKIは途中で芸名変更（美月人美→松山友紀）により、HITOMIから改名。7月9日放送から出演していなかったが、最終回放送の中で、その間にNONOKOが脱退し、新メンバー募集中であることを明かした。
- 杉山菜摘
2008年4月23日に昇格。この日は『かける』というテーマに沿い、『マジックインキの限界に挑戦』として『モバタレに出たい』という言葉を4時間かけて747個書き続けた。最終回で「モバタレアワード」の優勝に選ばれた。なお、日テレジェニックの投票では、モバゲータウンの投票においては1位だった。
- 芹那
主にビキニ姿でギターを弾くという映像が放送されていた。弾いていた曲は『カントリーロード』や、デレク・アンド・ザ・ドミノス（エリック・クラプトン）の『いとしのレイラ』、『風をあつめて』（はっぴいえんど）など。アコースティック・ギターよりもエレキギターの方が得意ということも話していた（7月9日）。最終回の映像では、森田公一とトップギャランの『青春時代』を演奏した。
- 高澤梓
- 多田あさみ
放送された映像は、事務所（M'sワールド）の社長も一緒に出演している。その社長は前番組・モバポスGREATにも出演したことがあった。
- 坪木菜果
会話での噛み振りが本番組中でも特徴とされていた。「犬100匹に声をかけて名前を当てる」（4月16日）、「早口言葉に挑戦」（4月30日）などが放送。
- 天子
主に大食いに挑戦。挑戦中は服に余裕を持たせるためにノーパン、ノーブラにしていた。「ピッタリ2kg食べる」といった「人間でか盛りメーター」というものなどをしていた。
- メトロちゃん
放送されたのは、モバゲータウン上の告知でファンを集めて、巨大注射器（柔らかいもの）で殴りまくる「撲殺されにこい」（4月30日）、夏の曲をファンの前で歌ったもの（7月20日）など（ここでも注射器で殴りまくるシーンがあった）。
- 蜂須賀ゆきこ
「KY」というテーマで「（K）甲賀流（Y）夕食作ります」として、甲賀流忍者の携帯食「飢渇丸」（きかつがん）を作った様子（6月24日）、江戸時代の一人遊び（7月20日）が放送された。
- 浜崎慶美
日テレジェニック2008に、本番組枠から選出された。結果は、日本テレビホームページ投票で1位、モバゲータウンとイベント会場での投票ではそれぞれ2位で、これらを考慮してのものだった。
「突撃家庭訪問」の企画で、部屋に天井の照明が無いということが明らかになった。9月17日放送のフリートーク企画でも、これについてのことを話していた。
- 福山咲良
- 吉田もも
日テレジェニック選出イベントでは、腕の関節が柔らかいことを披露していた。

### フリー参加枠
- 真鍋寛輔
役者志望。番組中では「太陽にほえろ!」の、ジーパン（松田優作）（6月25日放送）、山さん（露口茂）、マカロニ（萩原健一）（7月30日）、ラガー（渡辺徹）のそれぞれの刑事の殉職シーンを再現して演じたものが放送された。ロックンロールコメディーショーが主に犯人役で出演、マカロニ編では半田健人が現場に直接立ち会った。最終回では、友人と「キラキラボーイズ」というバンドを組んで活動を始めたということが紹介された。

## 挿入歌
- Perfume「セラミックガール」
- Perfume「Twinkle Snow Powdery Snow」

## エンディングテーマ
- Perfume「チョコレイト・ディスコ」
- Perfume「edge」
- Perfume「Wonder2」（最終回のみ使用）

## スタッフ
- 構成：ヒロハラノブヒコ、桝本壮志、小林のぞみ
- TM：江村多加司
- SW：吉田健治
- CAM：田代義昭
- MIX：林英毅
- AUD：中島和真
- VE：吉田崇
- LD：高星武志
- アートプロデューサー：高野豊
- デザイン：塚越千恵
- CG：山口大樹（キャニットG）
- 装置：小笠原憲仁
- 装飾：川畑満彦
- 編集：小森佑輔
- MA：佐藤卓也
- 音効：古野達生
- TK：長坂真由美
- デスク：安永美和
- 広報：高木明子
- 美術・照明協力：日テレアート
- 技術協力：麻布プラザ
- メイク：土屋裕子
- 監修：村上和彦
- AD：渡辺諒
- ディレクター：鈴木真人、中村慎吾、廣瀬由紀子、田中知治、齋藤考年、澤入いずみ
- 演出：小野隆史、石野浩史、深沢博信
- 協力：DeNA
- プロデューサー：秋山健一郎、磯和伸明
- チーフクリエイター：川添武明
- 制作協力：えすと
- 制作著作：日本テレビ

### 過去のスタッフ
- チーフプロデューサー：福地聡

## 付記事項
- 2008年7月23日の放送は、途中で岩手県沿岸北部を震源とする地震の報道特別番組に差し替わったため、同年7月25日深夜（7月26日未明）の26:20〜26:50（JST）に改めて放送された。
- 2008年8月20日の放送は、北京オリンピック女子ソフトボール中継のため、24:29〜の放送が1時間50分遅れの26:19〜26:49（JST）の放送になった。